# Åke Sundberg (militär)
Nils Åke Sundberg, född 16 december 1893 i Uppsala församling i Uppsala län, död 1 maj 1961 i Oscars församling i Stockholms stad, var en svensk militär.

## Biografi
Sundberg avlade studentexamen 1912 och antogs samma år som volontär vid fortifikationen. Han avlade officersexamen vid Krigsskolan 1914 och utnämndes samma år till underlöjtnant i fortifikationen, varefter han befordrades till löjtnant 1917. Han gick Allmänna kursen vid Artilleri- och ingenjörhögskolan 1916–1917 och Högre fortifikationskursen där 1918–1920, varpå han var kompanichef i Fälttelegrafkåren och vid Bodens ingenjörkår 1920–1930, befordrad till kapten 1928. Han var biträdande lärare i krigsbyggnadskonst vid officerskursen på Krigsskolan 1930–1931 och lärare i signalväsen på Krigsskolan 1930–1932, var lärare i signalväsen vid Krigshögskolan 1931–1939, tjänstgjorde vid Fortifikationsstaben 1932–1934, var militärassistent vid Telegrafstyrelsen 1934–1939, befordrades till major vid Signalregementet 1937 och var chef för Militärbyrån vid Telegrafstyrelsen 1939–1941. År 1941 befordrades han till överstelöjtnant, varefter han var chef för Arméns signalskola 1942–1945, befordrad till överste i signaltrupperna 1944. Sundberg var chef för Signalregementet 1945–1948 och inspektör för signaltrupperna vid Arméstaben 1948–1954.
I en nekrolog berättas: ”Sundberg har betecknats som en av signalväsendets allra kunnigaste män. Han hade stort tekniskt kunnande, vilket han fördjupade genom allt fortgående studier, vetenskaplig läggning och praktiskt sinne. Som lärare, förbandschef och inspektör stred han hårt för att åt signalsambandstjänsten skaffa den plats i organisationen som han ansåg att dess betydelse för stabstjänsten krävde. Strax efter sin avgång från aktiv tjänst fick han glädjen bevittna att hans arbete burit frukt och fått sitt erkännande.”
Åke Sundberg invaldes som ledamot av Kungliga Krigsvetenskapsakademien 1938.
Åke Sundberg var son till medicine doktor Carl Sundberg och Anna Edström. Han gifte sig 1921 med Gudrun Bergwall (född 1896).

## Utmärkelser
- Riddare av Svärdsorden, 1935.[11]
- Riddare av Vasaorden, 1940.[12]
- Kommendör av andra klass av Svärdsorden, 5 juni 1948.[13]
- Kommendör av första klass av Svärdsorden, 6 juni 1950.[14]